# Germigney (Jura)
Germigney – miejscowość i gmina we Francji, w regionie Burgundia-Franche-Comté, w departamencie Jura.
Według danych na rok 1990 gminę zamieszkiwało 79 osób, a gęstość zaludnienia wynosiła 15 osób/km² (wśród 1786 gmin Franche-Comté, Germigney plasuje się na 664. miejscu pod względem liczby ludności, natomiast pod względem powierzchni na miejscu 786.).